# Người Do Thái Ashkenazi ở Israel
Người Do Thái Ashkenazi ở Israel là để ám chỉ những người Do thái nhập cư tới Israel và những người Do Thái có nguồn gốc dòng dõi huyết thống gốc gác của Người Do Thái Ashkenazi, là những người Do Thái hiện nay đang sinh sống ở quốc gia Israel. Theo định nghĩa hiện đại của người Israeli Do Thái khi đề cập đến những người Do Thái theo truyền thống Do Thái Ashkenazi thì con số của người Ashkenazi bao gồm người Ashkenazi thuần chủng hay có một phần dòng máu Ashkenazi  thì họ là một dân tộc Do Thái lớn nhất so với những dân tộc Do Thái khác bao gồm người Mizrahi Do thái và người Sephardi Do thái ở tổ quốc Israel.
Người Do Thái Ashkenazi có nguồn gốc xuất xừ từ những cộng đồng Do thái địa phương ở vùng Trung Âu và vùng Đông Âu, ngược lại với những nhóm dân tộc Do thái khác có nguồn gốc từ Trung Đông và Bắc Phi và những khu vực khác.

## Lịch sử

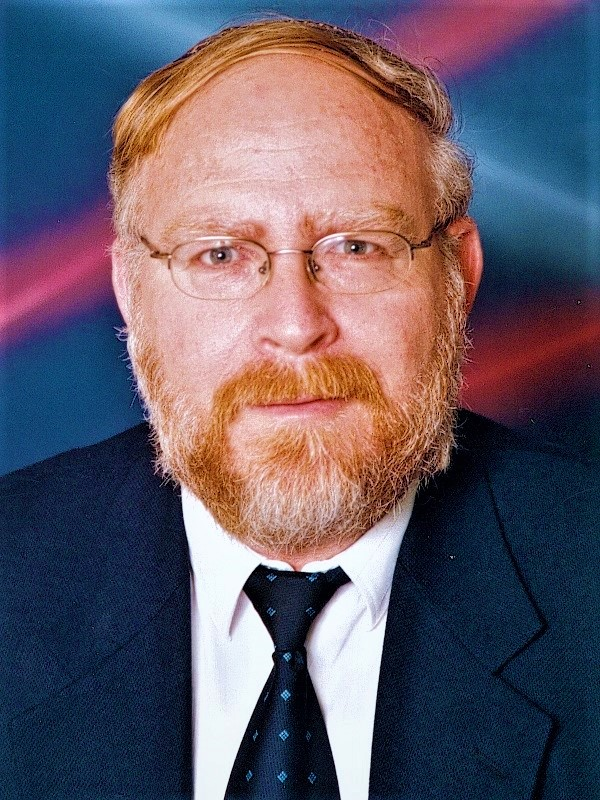
Một người đàn ông Do Thái người Ashkenazi

Ở Israel, thuật ngữ Ashkenazi hiện nay được sử dụng theo cách mà không liên quan đến ý nghĩa gốc gác ban đầu của nó, thuật ngữ Ashkenazi thường được áp dụng cho tất cả người Châu Âu Do Thái và đôi khi có cả những người có nguồn gốc dân tộc thực sự là người Sephardic. Người Do Thái thuộc bất kỳ dân tộc nào mà không phải là người Ashkenazi, bao gồm người Mizrahi, người Yemenite, người Kurdish và những dân tộc khác không có liên hệ với bán đảo Iberia, tương tự như người Sephardic. Người Do Thái có dòng máu lai càng ngày càng trở nên phổ biến, một phần là do việc kết hôn giữa chủng người Ashkenazi và các chủng tộc khác, và một phần là vì nhiều người không nhìn thấy những dấu ấn lịch sử có liên quan đến những trải nghiệm đời sống của họ trong vai trò là người Do Thái.
Thầy đạo trưởng môn Ashkenazi ở Israel đóng vai trò lãnh đạo danh dự được trao cho một thầy đạo Do Thái cực kỳ giỏi và cũng là người Ashkenazi. Trưởng môn có thể đưa ra các quyết định về những vấn đề luật đạo Do Thái halakha mà có ảnh hưởng đến công chúng và vị trí trưởng môn này cũng có những ảnh hưởng trong chính trị.
Một số người Ashkenazi theo đạo Do Thái Giáo ở Israel có thể sẽ ủng hộ những lợi ích tôn giáo và các quyền lợi tôn giáo ở Israel, bao gồm cả việc ủng hộ các đảng phái chính trị. Những phe phái chính trị này là kết quả thực tế của việc một phần trong số các cử tri Israel bỏ phiếu ủng hộ cho các môn phái Do Thái Giáo; mặc dù bản đồ bầu cử thay đổi từ một cuộc bầu cử này sang một bầu cử khác, trong chính trị thường có một số phe phái nhỏ hứa hẹn mang đến nhiều quyền lợi cho những người Ashkenazi theo đạo Do Thái giáo.
Vai trò của các đảng phái tôn giáo, bao gồm các nhóm tôn giáo nhỏ có vai trò quan trọng như các thành viên liên minh, kết quả tạo ra những thành phần trong Israel như là một xã hội phức tạp và trong nội các là những cuộc tranh giành lợi ích và quyền lợi trong xã hội, trong kinh tế và trong tôn giáo được phô diễn qua các cuộc bầu cử của Knesset, một cơ quan lập pháp đơn phương với 120 ghế phiếu.
Người Do Thái gốc Ashkenazi chiếm khoảng 47,5% tổng dân số người Do Thái ở Israel (và do đó người Do Thái gốc Ashkenazi chiếm 35-36% tổng dân số người Israel). Người Do Thái Ashkenazi đã đóng một vai trò rất lớn và nổi bật trong nền kinh tế, truyền thông và chính trị của quốc gia Israel kể từ khi đất nước Israel hiện đại từ trong giai đoạn trứng nước cho đến khi được thành lập. Các đời tổng thống Israel từ khi quốc gia này được thành lập năm 1948 cho đến hiện này đều là Người Do Thái Ashkenazi. Trong những thập niên đầu của tổ quốc Israel hiện đại, xung đột văn hoá khốc liệt xảy ra giữa người Do Thái Sephardic và Người Do Thái Ashkenazi (chủ yếu là người Ashkenazi ở Đông Âu). Nguồn gốc của cuộc xung đột tàn khốc này vẫn tồn tại ở mức độ nhỏ hơn nhiều trong xã hội Israel ngày nay, chủ yếu là do khái niệm "nồi nấu chảy". Tức có nghĩa là tất cả những người nhập cư Do Thái đến Israel đều được khuyến khích "làm tan chảy" đặc tính bản sắc dân tộc truyền thống riêng của họ trong phạm vi "cái nồi" của xã hội chung để trở thành người Israel.

## Trí thông minh của Người Do Thái Ashkenazi
Một bài báo khoa học năm 2005, "Lịch sử tự nhiên của Trí tuệ Ashkenazi", khám phá ra rằng những Người Do Thái Ashkenazi là một nhóm được thừa hưởng trí thông minh cao trong trí thông minh ngôn ngữ và trí thông minh toán học nhưng bù lại họ có mức độ thấp hơn về trí thông minh không gian so với các nhóm dân tộc khác dựa vào cơ sở của các căn bệnh di truyền và tình hình kinh tế đặc biệt của người Do Thái Ashkenazi trong thời Trung Cổ.
Nghiên cứu cho thấy rằng Người Do Thái Ashkenazi có trí thông minh cao là do sự phổ biến của họ trong những lĩnh vực đòi hỏi trí tuệ. Trong khi chỉ có khoảng 2% dân số Hoa Kỳ là người gốc Ashkenazi Do Thái cả cha và mẹ. 27% người Mỹ đoạt giải Nobel trong thế kỷ 20 là Người Do Thái Ashkenazi, 25% người chiến thắng Huy chương Fields và 25% người chiến thắng giải ACM Giải Turing cũng là Người Do Thái Ashkenazi. Chỉ số trí thông minh IQ trung bình của Người Do Thái Ashkenazi đã được tính toán là 112-115 (Cochran et al.)